# Città di Casey
La città di Casey è una Local Government Area che si trova nello Stato di Victoria. Essa si estende su una superficie di 409,9 chilometri quadrati e ha una popolazione di 252.382 abitanti. La sede del consiglio si trova a Narre Warren.

## Amministrazione

### Gemellaggi
- Berwick-upon-Tweed
- Springfield